# Grande Traversée des Alpes
Die Grande Traversée des Alpes (GTA; deutsch: große Alpendurchquerung) ist ein Fernwanderweg durch die französischen Alpen. Sie führt vom Genfersee ans Mittelmeer und ist Teil der französischen Grande Randonnée GR 5 und des Europäischen Fernwanderwegs E2.
Die GTA wurde auf der Grundlage der von der französischen Wandervereinigung Fédération française de la randonnée pédestre angelegten und betreuten GR 5 von der 1971 gegründeten Association Grande Traversée des Alpes touristisch entwickelt. In diesem Verband sind die Regionen Provence-Alpes-Côte d’Azur und Rhône-Alpes, 7 Departments, 205 Gemeinden, Tourismus- und Naturschutzverbände sowie Interessenvertreter der Wanderer organisiert. Das Sekretariat mit ca. zehn hauptamtlichen Kräften hat seinen Sitz in Grenoble. Die Ziele des Verbands sind, ein breites Publikum an naturnahe Aktivitäten in den Bergen heranzuführen, den landschaftlichen und kulturellen Reichtum der Berge bekanntzumachen und zu schützen, und zum wirtschaftlichen Überleben der Bergregionen beizutragen. Heute betreut der Verband neben dem Wanderweg GTA/GR5 auch Mountainbike-Routen (Chemins du Soleil) und touristische Straßen (Route des Grandes Alpes, les Routes de la lavande). Die GTA hat 2000 die Via Alpina ins Leben gerufen und bis Ende 2013 das internationale Sekretariat dieser alpenweiten Initiative verwaltet, sie ist nach wie vor für das französische Teil zuständig.
Die französische GTA war in den 1970er Jahren Vorbild für die ebenfalls als GTA abgekürzte, teilweise parallel verlaufende Grande Traversata delle Alpi auf der italienischen Seite der Westalpen.